# Restrepia falkenbergii
Restrepia falkenbergii är en orkidéart som beskrevs av Heinrich Gustav Reichenbach. Restrepia falkenbergii ingår i släktet Restrepia och familjen orkidéer. Inga underarter finns listade i Catalogue of Life.